# Robert Wald
Robert M. Wald (n. 29 iunie 1947, New York City, New York, SUA) este un fizician teoretician american care, pe lângă investigarea gravitației, s-a ocupat de teoria generală a relativității, cu găuri negre și gravitație cuantică. Este fiul matematicianului Abraham Wald, strănepotul rabinului Moshe Shmuel Glasner din Cluj.

## Biografia
Este fiul matematicianului și statisticianului Abraham Wald. Părinții lui au murit într-un accident de avion când Robert Wald avea trei ani. Și-a primit diploma de licență la Columbia University în 1968 și doctoratul în fizică la Princeton University în 1972. Teza sa de doctorat a fost intitulată „Nonspherical Gravitational Collapse and Black Hole Uniqueness”.

## Activitatea
Din 1972 până în 1974, a lucrat ca cercetător la Universitatea din Maryland, College Park.  S-a mutat apoi la Universitatea din Chicago, unde a petrecut doi ani ca bursier postdoctoral înainte de a se alătura facultății în 1976.
În 1977, Wald a publicat o carte de populazire a științei: Space, Time, and Gravity: Theory of the Big Bang and Black Holes, care explică teoria generală a relativității a lui Albert Einstein și implicațiile acesteia în cosmologie și astrofizică. Această carte este rezultatul unei serii de prelegeri susținute la Universitatea din Chicago în primăvara anului 1976. În 1984 a publicat manualul „General Relativity” (Relativitatea generală) în 1984. 
Wald a predat cursuri postuniversitare care acoperă o gamă largă de subiecte, inclusiv mecanică clasică, mecanică cuantică, mecanică statistică și electromagnetism. De asemenea, a predat cursuri despre relativitatea generală atât la nivel introductiv, cât și la nivel avansat. În 1997, a primit premiul "Graduate Teaching Award" la Universitatea din Chicago.
Wald a investigat găurile negre și termodinamica lor, precum și reacția de radiație gravitațională (sau forța proprie). Wald a publicat peste 100 de lucrări științifice despre relativitatea generală și teoria cuantică a câmpurilor, care au fost citate în sute de lucrări. În 1993, el a descris entropia Wald a găurii negre, care depinde pur și simplu de aria orizontului de evenimente al găurii negre.
În 1996, a organizat în onoarea regretatului astrofizician teoretic, laureat al Premiului Nobel, Subrahmanyan Chandrasekhar, „Simpozionul despre găurile negre și stele relativiste”. Printre vorbitorii proeminenți ai evenimentului au fost Stephen Hawking, Roger Penrose și Martin Rees. Deși intrarea la eveniment a fost de 100 USD, Wald a aranjat ca toți studenții de la Universitatea din Chicago să intre gratuit. Chandrasekhar a fondat un grup de cercetare în relativitate generală la Universitatea din Chicago, incluzând pe Robert Wald, James Hartle, Robert Geroch. Deși Wald și Chandrasekhar nu au cooperat niciodată la niciun proiect de cercetare comun, între cei doi s-a format o relație de prietenie intimă.
În 1996, a devenit membru al Societății Americane de Fizică, iar în 2001 a primit „Premiul Einstein” al Academiei Naționale de Științe „pentru descoperirea formulei generale pentru entropia unei găuri negre și pentru dezvoltarea unei formulări riguroase a teoriei câmpurilor cuantice în spațiu-timp curbat.
Wald a susținut o prelegere publică la Universitatea din Alabama pe 27 octombrie 2015 intitulată ,,Formularea relativității generale” , care comemora centenarul teoriei lui Einstein.

## Cărți publicate
- Wald, Robert M. (1992) [1977]. Space, Time, and Gravity: The Theory of the Big Bang and Black Holes (ed. 2nd). University of Chicago Press. ISBN 0-226-87029-4.
- Wald, Robert M. (1984). General Relativity. University of Chicago Press. ISBN 0-226-87033-2.
- Wald, Robert M. (1994). Quantum Field Theory in Curved Spacetime and Black Hole Thermodynamics. Chicago Lectures in Physics. The University of Chicago Press. ISBN 0-226-87027-8.
- Wald, Robert M. (editor) (1998). Black Holes and Relativistic Stars. University of Chicago Press. ISBN 0-226-87035-9.
- Wald, Robert M. (2022). Advanced Classical Electromagnetism. Princeton: Princeton University Press. ISBN 978-0-691-22039-0.